# O Discurso sobre o Oitavo e o Nono
O Discurso sobre o Oitavo e o Nono (NHC VI, 6) ou Discurso sobre a Ogdóade e a Enéade é um dos três textos herméticos existentes na Biblioteca de Nag Hammadi escrito por volta de 200 a 100 d.C.

## Conteúdo
Existente apenas em língua copta, foi escrito originalmente em grego e é relacionado a outros textos em que o deus revela a gnosis a seus iniciados tal como pode ter sido usado pelo conventículo hermético.
O texto é escrito em formato de diálogo entre Hermes Trimegisto e um discípulo O texto é basicamente sobre a ascensão a reinos exaltados de iluminação espiritual. Na morte, a alma deveria viajar por sete esferas e depois de chegar com sucesso alcançaria o oitavo e nono nível, onde a alma poderia experimentar a felicidade ou êxtase verdadeiro. O tratado possivelmente assume outra esfera mais alta, a décima esfera, onde deus habita, embora isso não é esclarecido.
Hermes Trimegisto instrui um iniciado sobre o conhecimento secreto e o guia para uma experiência extático para o oitavo e o nono, o iniciado com o mistagogo apresente uma prece e um hino silencioso  de elogio ao divino: ele recebeu a luz divina, a vida e o amor. O tratado encerra com um conjunto de instruções para a preservação do livro, incluindo juramentos para o uso cautelar das palavras de Hermes.
O tratado não possui um título de modo que o título foi atribuído com base em seu conteúdo. O "oitavo" e o "nono" se refere às esferas celestes acima do cosmos planetário onde o iniciado se aproxima do domínio divino, presumidamente no décimo nível.